# 傷の舐め合い
傷の舐め合いとは、「似たような不幸の下にある者がなぐさめ合うこと」で、しばしば、ただ互いを甘やかし合うことへの軽蔑の意味を含む。

## 由来
動物が傷を負った際に自分でその傷を舐めて癒す習性から生まれたと言われる。